# Central Automobile Company
Central Automobile Company war ein US-amerikanischer Hersteller von Automobilen.

## Unternehmensgeschichte
Das Unternehmen wurde 1905 in Providence in Rhode Island gegründet. Im November 1905 wurde bekannt gegeben, dass die Fahrzeuge noch nicht vollständig entwickelt wären. Erst Ende 1905 begann die Produktion von Automobilen. Der Markenname lautete Central. Pläne beliefen sich auf 100 Fahrzeuge jährlich. 1906 endete die Produktion. Insgesamt entstanden weit weniger Fahrzeuge.

## Fahrzeuge
Ungewöhnlich an den Fahrzeugen war der Umlaufmotor, der gleichzeitig ein Dampfmotor war. Die Motoren wurden aus Europa importiert.
Das kleinere Modell hatte einen Motor mit 10 PS Leistung und kostete als Runabout etwa 800 US-Dollar.
Daneben gab es ein größeres Modell. Hier leistete der Motor 20 PS. Die Fahrzeuge waren als Tourenwagen karosseriert. Der Neupreis lag zwischen 1200 und 1500 Dollar.